# Geranium maderense
Geranium maderense é uma espécie de planta com flor pertencente à família Geraniaceae. 
A autoridade científica da espécie é Yeo, tendo sido publicada em Boletim do Museu Municipal do Funchal 23: 26. 1969.

## Portugal
Trata-se de uma espécie presente no território português, nomeadamente no Arquipélago da Madeira.
Em termos de naturalidade é endémica da região atrás referida.

## Protecção
Encontra-se protegida por legislação portuguesa ou da Comunidade Europeia, nomeadamente pelo Anexo II (espécie prioritária) e IV da Directiva Habitats e pelo Anexo I da Convenção sobre a Vida Selvagem e os Habitats Naturais na Europa.